# 黑田東彥
黑田東彥（日语：／ Kuroda Haruhiko，1944年10月25日—），日本財務官僚、經濟學家。曾任亞洲開發銀行總裁（2005年至2013年）、日本銀行總裁（2013年至2023年）。

## 人物
出身於福岡縣大牟田市。東京大學在學期間就通過了司法考試，1967年大學畢業進入大藏省。同期入省者有伏屋和彥、山口公夫（銀行局長）、野村興兒、水谷英明、若林勝三等。
在大藏省/財務省內主要負責國際金融和本稅。1999年繼「日圓先生」榊原英資之後出任財務官，三年半後退官。
2003年退官後出任一橋大學大學院經濟學研究科教授；2005年出任亞洲開發銀行行长。
由於倡導激進貨幣寬鬆政策，贊同「安倍經濟學」，主張以極為進取的量化寬鬆貨幣政策去刺激日本經濟，2013年被提名為日本銀行總裁並順利通過，2018年連任，2023年4月卸任。

## 生平

### 學歷
- 1963年3月 - 東京教育大附属駒場高等學校畢業
- 1967年3月 - 東京大學法學部畢業
- 1971年9月 - 牛津大學萬靈學院經濟學研究科碩士課程畢業

### 職歷

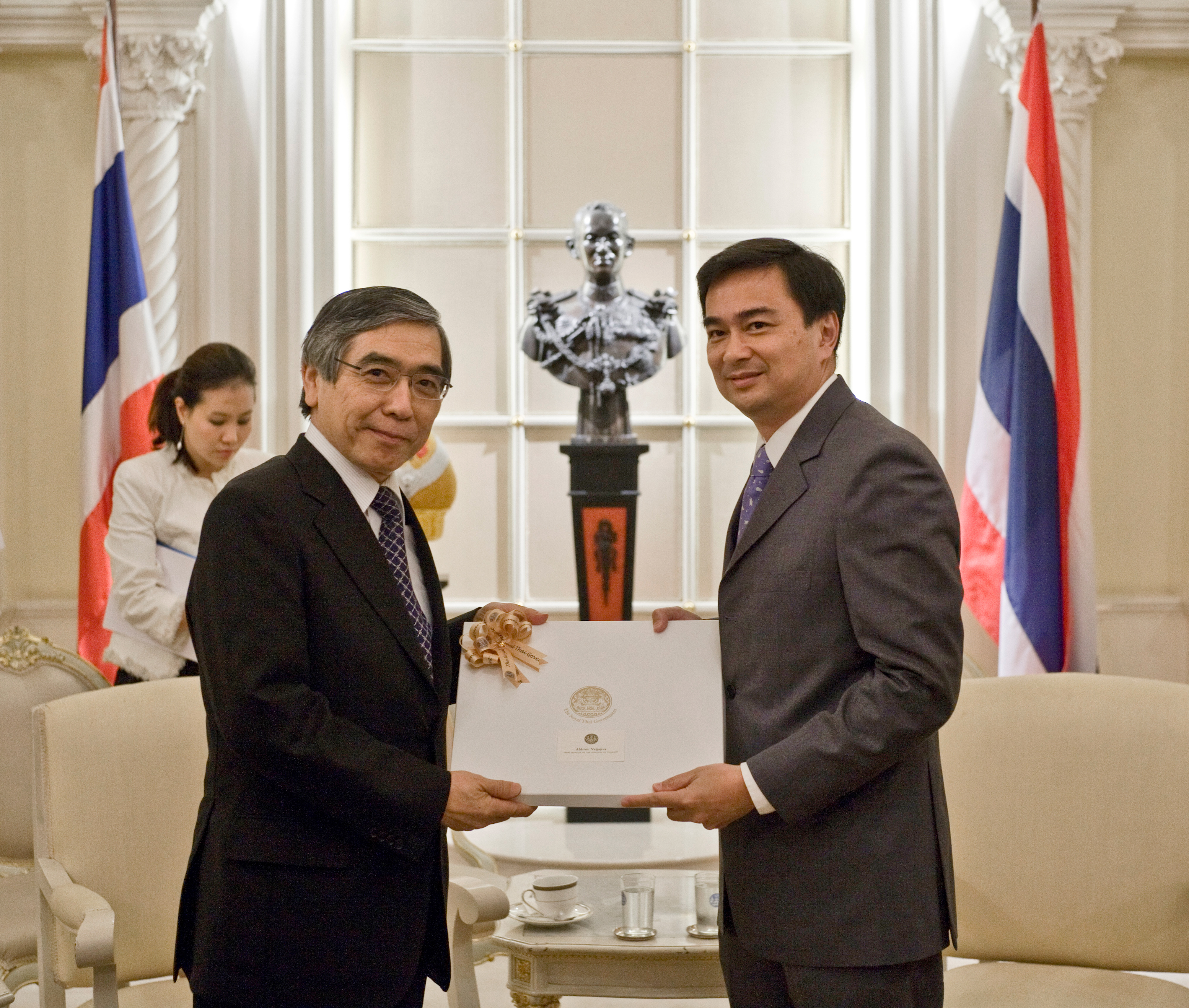
2010年訪問泰國，於曼谷與泰國總理阿披實·威差奇瓦（右）在總理官邸會面

- 1967年4月 - 入職大藏省（隸屬大臣官房文書課）
- 1974年7月 - 國際金融局國際機構課課長補佐
- 1975年6月 - 派遣職員（國際貨幣基金組織）
- 1978年7月 - 主稅局調查課課長補佐
- 1980年7月 - 主稅局稅制第二課課長補佐
- 1981年7月 - 大臣官房企劃官兼主稅局總務課
- 1984年7月 - 三重縣總務部長
- 1986年6月 - 官房參事官
- 1987年7月 - 國際金融局國際機構課長
- 1988年12月 - 大藏大臣（村山達雄）秘書官事務辦理
- 1989年8月 - 主稅局國際租稅課長
- 1990年1月 - 主稅局稅制第一課長
- 1991年6月 - 主稅局總務課長
- 1992年7月 - 大臣官房参事官（副財務官）
- 1993年7月 - 大阪國稅局長
- 1994年7月 - 大臣官房審議官（國際金融局擔當）
- 1995年6月 - 國際金融局次長
- 1996年7月 - 財政金融研究所長
- 1997年7月 - 國際金融局長
- 1999年7月 - 財務官
- 2003年
  - 1月 - 財務省 退官
  - 3月 - 內閣官房參與（國際金融情勢的勸告的擔當）[1]
  - 7月 - 一橋大學大學院經濟學研究科教授 就任
- 2005年2月 - 亞洲開發銀行行长 就任
- 2013年
  - 3月 - 亞洲開發銀行行长 辞任
  - 3月 - 第31代日本銀行總裁 就任
- 2018年3月 - 獲得連任（日本銀行總裁任期為5年），成為自1961年的山際正道之後，近60年來首位連任的日本銀行總裁。
- 2023年4月 - 卸任日本銀行總裁

## 腳註
1. ↑  讀賣新聞 2003年1月21日 晚報